# Epinephelus heniochus
Epinephelus heniochus es una especie de peces de la familia Serranidae en el orden de los Perciformes.

## Morfología
Los machos pueden llegar alcanzar los 35 cm de longitud total.

## Distribución geográfica
Se encuentra desde las Filipinas hasta el mar de Arafura y el norte de Australia.